# Трейсі Руїз
Трейсі Руїз (англ. Tracie Ruiz, 4 лютого 1963) — американська синхронна плавчиня.
Олімпійська чемпіонка 1984 року, призерка 1988 року.
Чемпіонка світу з водних видів спорту 1982 року.
Переможниця Панамериканських ігор 1983, 1987 років.